# Fenerbahçe Spor Kulübü 2011-2012 (pallacanestro maschile)
Questa voce raccoglie le informazioni riguardanti il Fenerbahçe Spor Kulübü nelle competizioni ufficiali della stagione 2011-2012.

## Stagione
La stagione 2011-2012 del Fenerbahçe è la 46ª nel massimo campionato turco di pallacanestro, la Türkiye 1. Basketbol Ligi.

## Roster
Aggiornato al 14 luglio 2021.
| Fenerbahçe Ülker 2011-12 | Fenerbahçe Ülker 2011-12 |
| Giocatori                | Staff tecnico            |
| ------------------------ | ------------------------ |

| N. | Naz.                                     | Ruolo | Nome             | Anno | Alt.   | Peso   |  |
| -- | ---------------------------------------- | ----- | ---------------- | ---- | ------ | ------ |  |
| 4  | Croazia (bandiera)                       | P     | Roko Ukić        | 1984 | 196 cm | 86 kg  |  |
| 5  | Stati Uniti (bandiera)                   | P     | Curtis Jerrells  | 1987 | 185 cm | 85 kg  |  |
| 5  | Stati Uniti (bandiera)                   | P     | Morris Finley    | 1981 | 180 cm | 80 kg  |  |
| 6  | Turchia (bandiera)                       | AG    | Mirsad Türkcan   | 1976 | 206 cm | 102 kg |  |
| 7  | Turchia (bandiera)                       | G     | Ömer Onan (C)    | 1978 | 194 cm | 93 kg  |  |
| 8  | Turchia (bandiera)                       | G     | Erbil Eroğlu     | 1993 | 195 cm | 85 kg  |  |
| 10 | Turchia (bandiera)                       | P     | Engin Atsür      | 1984 | 191 cm | 80 kg  |  |
| 13 | Slovenia (bandiera)                      | C     | Gašper Vidmar    | 1987 | 210 cm | 115 kg |  |
| 14 | Turchia (bandiera)                       | C     | Kaya Peker       | 1980 | 207 cm | 110 kg |  |
| 15 | Stati Uniti (bandiera)                   | AG    | James Gist       | 1992 | 205 cm | 105 kg |  |
| 21 | Turchia (bandiera)                       | C     | Oğuz Savaş       | 1987 | 213 cm | 120 kg |  |
| 23 | Turchia (bandiera)                       | G     | Hakan Demirel    | 1986 | 192 cm | 85 kg  |  |
| 25 | Svizzera (bandiera)                      | AP    | Thabo Sefolosha  | 1984 | 200 cm | 100 kg |  |
| 32 | Turchia (bandiera)                       | AG    | Berkay Candan    | 1993 | 205 cm | 100 kg |  |
| 33 | Croazia (bandiera)                       | GA    | Marko Tomas      | 1985 | 201 cm | 95 kg  |  |
| 44 | Croazia (bandiera)                       | AP    | Bojan Bogdanović | 1989 | 200 cm | 100 kg |  |
| 55 | Slovenia (bandiera) · Turchia (bandiera) | A     | Emir Preldžič    | 1987 | 206 cm | 100 kg |  |

| Allenatore                                                              |
| - Neven Spahija                                                         |
| Assistente/i                                                            |
| - Ertuğrul Erdoğan Legenda - (C) Capitano - (IN) Inattivo - Infortunato |

## Mercato

### Sessione estiva
| Acquisti | Acquisti         | Acquisti         | Acquisti      | Acquisti |
| R.a      | Nome             | da               | Modalità      |          |
| -------- | ---------------- | ---------------- | ------------- | -------- |
| AP       | Thabo Sefolosha  | Oklahoma Thunder | definitivo    |          |
| G        | Hakan Demirel    | Erdemirspor      | definitivo    |          |
| A        | Bojan Bogdanović | Cibona Zagabria  | definitivo    |          |
| P        | Curtis Jerrells  | Partizan         | definitivo    |          |
| AG       | James Gist       | Partizan         | definitivo    |          |
| AC       | Rašid Mahalbašić | Spalato          | fine prestito |          |

| Cessioni | Cessioni             | Cessioni      | Cessioni       | Cessioni |
| R.       | Nome                 | a             | Modalità       |          |
| -------- | -------------------- | ------------- | -------------- | -------- |
| AC       | Sean May             | KK Zagabria   | fine contratto |          |
| C        | Darjuš Lavrinovič    | CSKA Mosca    | fine contratto |          |
| AP       | Can Maxim Mutaf      | Mersin BŞB    | prestito       |          |
| P        | Šarūnas Jasikevičius | Panathīnaïkos | fine contratto |          |
| G        | Kerem Hotiç          | Darüşşafaka   | prestito       |          |
| G        | Tarence Kinsey       | Anadolu Efes  | fine contratto |          |

### Dopo l'inizio della stagione
| Acquisti | Acquisti      | Acquisti   | Acquisti      | Acquisti   |
| R.       | Nome          | da         | Data          | Modalità   |
| -------- | ------------- | ---------- | ------------- | ---------- |
| P        | Morris Finley | Free agent | 4 aprile 2012 | definitivo |

| Cessioni | Cessioni         | Cessioni         | Cessioni        | Cessioni       |
| R.       | Nome             | a                | Data            | Modalità       |
| -------- | ---------------- | ---------------- | --------------- | -------------- |
| AP       | Thabo Sefolosha  | Oklahoma Thunder | 6 dicembre 2011 | fine contratto |
| AC       | Rašid Mahalbašić | Zlatorog Laško   | gennaio 2012    | rescissione    |
| P        | Curtis Jerrells  | Murcia           | 5 marzo 2012    | rescissione    |